# Gli Infallibili (fumetto)
Gli Infallibili è una miniserie a fumetti creata da Leo Ortolani pubblicata da Panini Comics a partire dal 9 maggio 2024..  
La serie, parodia della serie televisiva Agente speciale, è composta di sei episodi, ciascuno di 48 pagine in bianco e nero, con uscite a cadenza mensile. Il primo numero, intitolato “La bambola assassina!”, è stato presentato in occasione del Salone del Libro di Torino 2024.

## Trama
La serie è ambientata in un contesto dominato da un’agenzia composta esclusivamente da uomini, denominata “Gli Infallibili”. La necessità di un cambiamento si manifesta con l’introduzione della signora Paul, un’agente in transizione, che affianca l’agente London, noto per il suo atteggiamento maschilista. Insieme, indagano su una serie di misteriosi omicidi legati a bambole assassine e scienziati senza scrupoli. Le loro indagini li conducono nel mondo dei giocattoli per adulti, tra auto d’epoca e club esclusivi.

## Volumi
| nº | Titolo                                      | Data uscita      | Trama |
| -- | ------------------------------------------- | ---------------- | ----- |
| 1  | Gli Infallibili 1: La bambola assassina!    | 9 maggio 2024    |       |
| 2  | Gli Infallibili 2: La fabbrica della morte! | 6 giugno 2024    |       |
| 3  | Gli Infallibili 3: Il ritorno di Robota!    | 4 luglio 2024    |       |
| 4  | Gli Infallibili 4: Che ci sia la vita!      | 8 agosto 2024    |       |
| 5  | Gli Infallibili 5: Il Paradiso perduto!     | 5 settembre 2024 |       |
| 6  | Gli Infallibili 6: Cuore e acciaio!         | 3 ottobre 2024   |       |